# Xiaomi Pocophone F1
O Xiaomi Pocophone F1 (Xiaomi POCO F1 na Índia) é um smartphone desenvolvido pela Xiaomi, uma empresa chinesa de eletrônicos com sede em Pequim . O anúncio foi feito em 22 de agosto de 2018 em Nova Delhi, Índia. Embora faça parte da linha de dispositivos de médio porte da Xiaomi, ele é equipado com especificações de ponta. O dispositivo está disponível globalmente em números limitados, exceto na Índia. O Pocophone costumava ser considerado um modelo emblemático da linha Redmi de 2019, embora oficialmente comercializado como um modelo separado e distinto.